# Pere Aragonès
Pere Aragonès i Garcia, född 16 november 1982 i Pineda de Mar i Maresme, är en katalansk (spansk) politiker. Han var mellan 2021 och 2024 Kataloniens regionpresident, efter att dessförinnan ha fungerat som interimspresident sedan i september året före. Aragonès representerar Esquerra Republicana de Catalunya (Kataloniens republikanska vänster, ERC), där han tidigare varit gruppledare i parlamentet och sedan 2018 – vid sidan av den brottsdömde Oriol Junqueras – fungerat som partiledare. Aragonès har en bakgrund som advokat.

## Biografi

### Tidiga år
Pere Aragonès far var i början av 1990-talet lokalpolitiker i födelseorten Pineda de Mar, där hans farfar Josep Aragonès under Franco-tiden varit borgmästare. På moderns sida har han rötter från Almería-provinsen i östra Andalusien.
Under skoltiden var Aragonès del av en lokal teaterensemble. Senare läste han juridik vid Universitat Oberta de Catalunya och tog en examen i ekonomisk historia vid Barcelonas universitet. Efter studieåren arbetade han bland annat på en advokatfirma.

### Tidig politisk karriär
Aragonès började engagera sig politiskt under tonåren. 1998 gick han med i ERC:s ungdomsorganisation JERC, och två år sedan blev han medlem i moderpartiet. Under åren 1999–2007 var han del av ledningen i JERC, tidvis som dess talesperson. Redan 2003 blev han, som 20-åring, invald i ERC:s partiledning.
Efter 2006 års regionval blev Aragonès ledamot av Kataloniens parlament, på en kandidatlista för Barcelona. Han återvaldes även 2010 och 2012. Under åren 2012–2015 fungerade han som ERC.s vice gruppledare i parlamentet.
Parallellt gick han i släktens fotspår och engagerade sig även politiskt på lokalnivå. Vid lokalvalen 2011 valdes han in i kommunfullmäktige i hemorten Pineda de Mar, och han blev kvar på sin kommunfullmäktigeplats även efter 2015 års val.

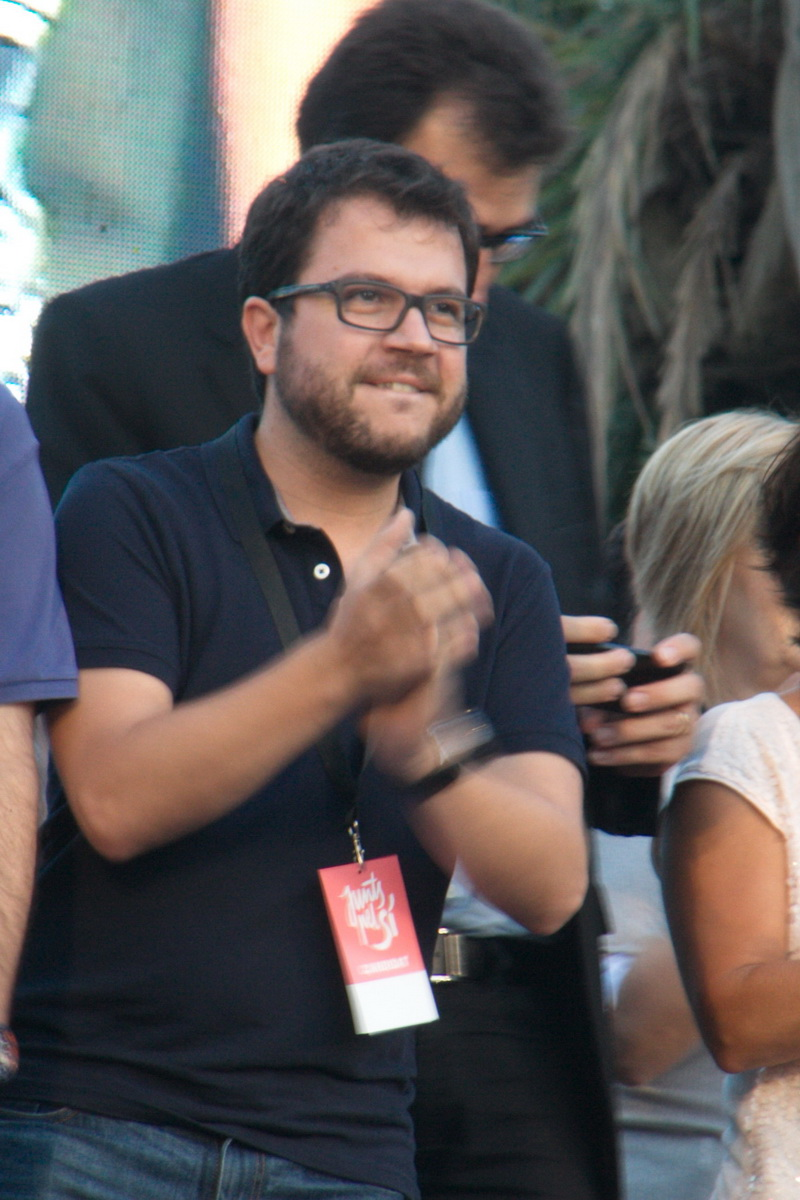
Pere Aragonès 2015, inför det katalanska regionvalet.

I januari 2016 utsågs Pere Aragonès till ekonomisekreterare (förstesekreterare till regionrådet) i den då nytillsatta regionregeringen. Efter 2017 års regionval sågs han som en möjlig kandidat till ekonomirådsposten i Katalonien. Sedan partiledaren Oriol Junqueras fängslats för sin roll i utropandet av det självständiga Katalonien, och partisekreteraren Marta Rovira flytt landet, valdes han i mars 2018 till vice partiledare i ERC – i praktiken partiledare.

### Från vice till regionpresident

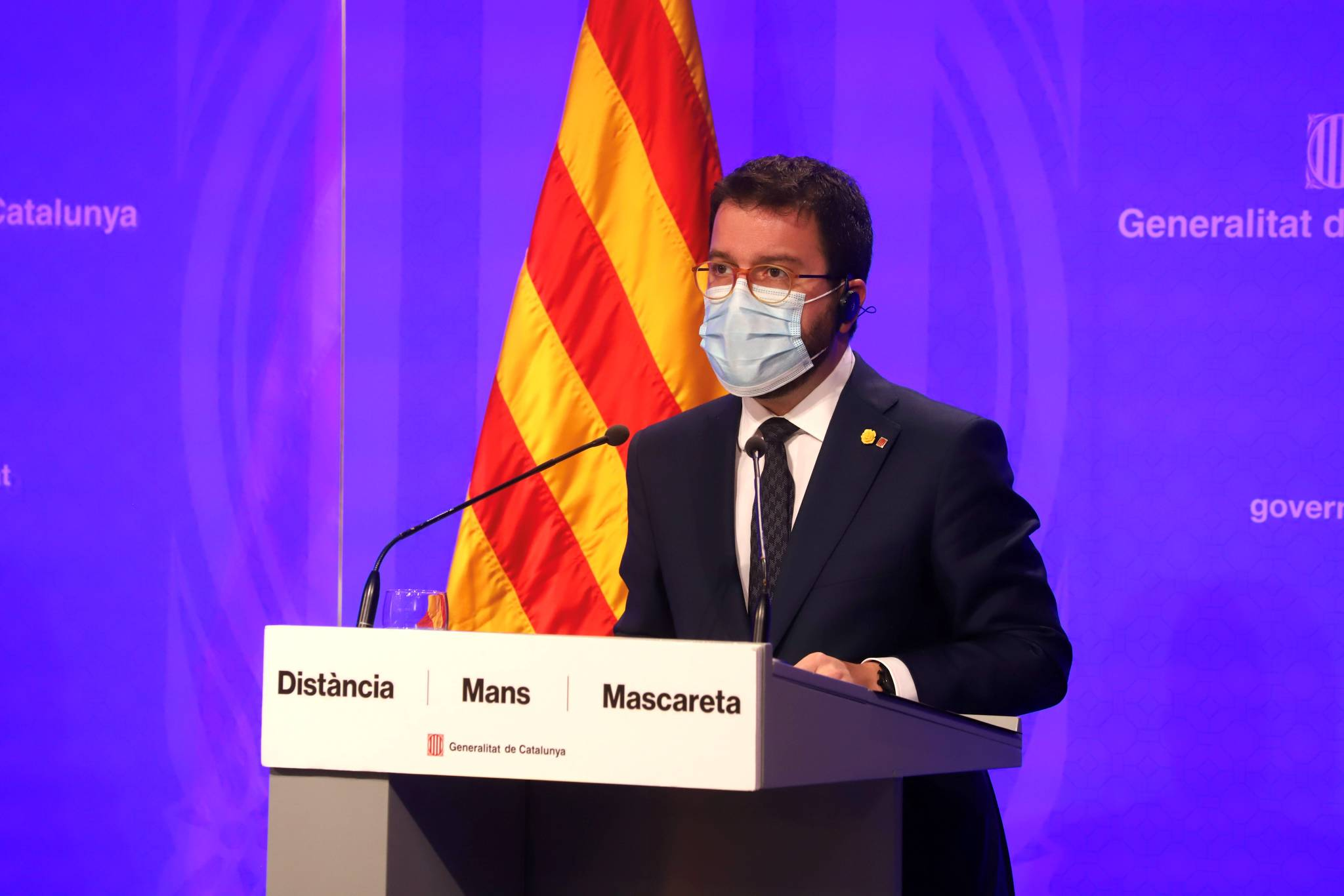
Pere Aragonès i rollen som interimsregionpresident, hösten 2020.

Två månader senare valdes han in i Quim Torras regionregering, i rollen som vicepresident och regionråd för ekonomi. Sedan början av 2020 var hans arbete till stora delar kopplad till ansträngningarna för att hantera den allvarliga coronaviruspandemins verkningar i regionen. Bland de icke infriade vallöftena på hans bord som regionråd fanns skapandet av en regional skattemyndighet. Han drabbades själv i mitten av mars 2020 av covid-19.
30 september 2020 fick han som vice regionpresident lov att ta över som interimspresident för regionen, efter det att Quim Torra avsatts från sitt ämbete. Under hösten blev det också klart att Pere Aragonès skulle vara ERC:s huvudkandidat regionvalet kommande februari.
I regionvalet den 14 februari 2021 nådde ERC 21,3 procent och blev med sina 33 mandat delat största parti, vid sidan av PSC. Även efter valet var partierna inom regionens självständighetsrörelse i majoritet i parlamentet, även om det rådde motsättningar inom blocket för hur man skulle gå vidare med den politiska kampen. Efter långdragna förhandlingar kunde Pere Aragonès till slut den 21 maj utses till Kataloniens 132:a regionpresident. Då hade ERC till slut förhandlat fram en samlingsregering med Junts (efterföljaren till Junts per Catalunya). Dessutom fick man stöd från det radikala vänsterpartiet CUP. Som 38-åring blev han den yngste att utses till katalansk regionpresident i modern tid.
2023 var oenigheten stor i Kataloniens parlament angående regionbudgeten för kommande år. Det ledde till att Aragonés i mars utlyste nyval till parlamentet till i maj samma år. Vid valen ökade socialistiska PSC kraftigt, på ERC:s bekostnad. Den nya parlamentsmajoriteten, där självständighetspartier för första gången sedan 1980 befann sig i minoritet, valde 8 augusti PSC:s partiledare Salvador Illa till ny regionpresident.

## Privatliv
Juni 2017 gifte Pere Aragonès sig med Janina Luli. Paret fick i mars 2019 en dotter.